# アクアマン
アクアマン（英: Aquaman）は、DCコミックスの出版するアメリカン・コミックスに登場する架空のスーパーヒーロー、及びコミックのタイトル。モート・ウェイシンガーとポール・ノリスによって創造され、1941年に登場した。水陸両棲の海底人であり、水棲生物とテレパシーで意思疎通ができる。

## 概要
モート・ウェイシンガーとポール・ノリスによって創造され、1941年11月の『モア・ファン・コミックス』73号で初登場した。アトランティスの王。アトランティスは海底に沈んでおり、住民は彼同様に海底人である。
2代目アクアマンであるアーサー・ジョセフ・カリーはカート・ビシュークとジャクソン・ブッチ・ギースによって創造され、2006年5月の『Aquaman: Sword of Atlantis』40号で初登場した。

## 人物
アトランティス人としての名前はオリン（Orin）、地上での名前はアーサー・カリー（Arthur Curry）。地上名は養父の名前を頂いたものである。特殊能力は、水陸両棲・テレパシーの他に、時速160キロで泳ぎ、怪力と耐久力に秀でている。また、音波による探査能力も有している。性格は短気。
アトランナ女王と魔術師アトランの間に誕生したオリンは、水棲生物とテレパシーで意思の疎通ができたが、それゆえに産まれてすぐに追放されてしまう。ポームというイルカに育てられた後、灯台守の地上人アーサー・カリーに拾われて地上人の言葉や文化を習った。アトランティスに帰国して王位に就いたのち、ガースという少年をサイドキックに任命した。彼のコードネームはアクアラッドである。彼は後にテンペストとコードネームを変えた。
アクアマンの妻はメラという女性だが、二人の間に生まれた赤ん坊はブラックマンタに殺される。メラはアクアマンを責め、消息を絶った。アクアマンはピラニアの群れに左手を食べられた後、義手として銛を装着した。一時的に、義手は魔法の水で作られたものに変わり（形や大きさは普通の手と変わらないが、治癒力など魔法の力を秘めている）、その後はS.T.A.R.ラボで製作されたものを装着している。
「ジャスティス・リーグ」の創立メンバーでもあった。王としての責任からアトランティスの事を優先し、リーグにはなかなか顔を出さないこともある。新人時代は不器用な面を見せていたが、ベテランになってからは遠慮のない不遜さに変わっている。「ジャスティス・リーグ・デトロイト」というチームに再編成した時はリーダーを務めたが、戦死者も出ており、チームは長続きしなかった。この後、アトランティスはコリャックに支配された（左手を銛にしたのもこの頃）。テンペストらの助けで、アクアマンは王位を取り返した。

## 他のバージョン
本名：アーサー・ジョセフ・カリー（Arthur Joseph Curry）。
海洋生物学者フィリップ・カリーの息子。アーサーの母エレインは出産時に死亡。3ヶ月も早く産まれたことから、やむを得ずカリー博士はアーサーに変異原性の血清を打った。それによりアーサーは水の中で呼吸して生きられるようになった代わりに地上では活動できない体になり、アヴァロン・ケイにある父の研究施設のタンク内での生活を余儀なくされる。
ある日嵐により、彼の居るタンクが破裂し、海に流されてしまった。アーサーは仕方なく海の中に入るが、アクアマンに名前が似てることから、色々な人から彼に間違えられる。その後本物のアクアマンと対面するが、自分のせいではないにしろアクアマンが死亡し、自責の念に駆られる。二度とアーサーと呼ばれないことをアクアマンに誓い、今後ジョセフと呼ばれることを望んだ。その後、新たなアクアマンとしてジャスティス・リーグに参加している。
バットマンによるアウトサイダーの候補と思われていたが、メタモルフォと活動中の彼に会った後、バットマンはアクアマンの参加は不利であるという決定を下した。『ファイナル・クライシス』において、アトランティスの王の代わりを務めたが、周りからアクアマンの再来として扱われ、重責に耐えられず辞任している。

## サイドキック

### アクアラッド

#### 概要
本名：ガース
「ティーン・タイタンズ」最初期メンバー。

#### 映像作品
ガースの映像作品
アニメ『バットマン:ブレイブ&ボールド』
アクアラッドとして登場。
アニメ『ティーン・タイタンズ』
アクアラッドとして登場。
アニメ『ヤング・ジャスティス』
声 - ユーリ・ローエンタール
カルダラームの親友のテンペストとして登場。

### 二代目アクアラッド

#### 概要
本名：カルダラーム、別名：ジャクソン・ハイド。
コミック『ブライテスト・デイ』に登場。ブラックマンタの息子。

#### 映像作品
カルダラームの映像作品 
アニメ『ヤング・ジャスティス』
声 - カリー・ペイトン、日本語吹替 - 松田健一郎
アクアラッドとして登場。

### アクアガール

#### 映像作品
アクアガールの映像作品
アニメ『バットマン・ザ・フューチャー』
声 - ジョディ・ベンソン
ジャスティス・リーグ・アンリミテッドの一員で、アクアマンの子孫として登場。

## 書誌情報

### 翻訳版
- ジャスティス・リーグ：アトランティスの進撃（THE NEW 52!） (ISBN 978-4796875028)

小学館集英社プロダクション刊、2014年6月25日発売。
- アクアマン：アトランティスの王（THE NEW 52!） (ISBN 978-4796876360)

小学館集英社プロダクション刊、2016年10月19日発売。
- アクアマン:王の遺産（THE NEW 52!） (ISBN 978-4796876377)

小学館集英社プロダクション刊、2016年12月14日発売。
- アクアマン:王の最期（THE NEW 52!） (ISBN 978-4796876384)

小学館集英社プロダクション刊、2017年1月25日発売。

### 原語版
| タイトル                                       | 収録内容                                   | ISBN           |
| ---------------------------------------------- | ------------------------------------------ | -------------- |
| Aquaman Archives Vol.1                         |                                            | 978-1563899430 |
| Showcase Presents: Aquaman Vol.1               |                                            | 978-1401212230 |
| Showcase Presents: Aquaman Vol.2               |                                            | 978-1401217129 |
| Showcase Presents: Aquaman Vol.3               |                                            | 978-1401221812 |
| Aquaman: Death of a Prince                     |                                            | 978-1401231132 |
| Aquaman: Time and Tide                         |                                            | 978-1563892592 |
| Aquaman: The Waterbearer                       |                                            | 978-1401200886 |
| Aquaman: Sub Diego                             |                                            | 978-1401255107 |
| Aquaman: To Serve and Protect                  |                                            | 978-1401263829 |
| Aquaman: Kingdom Lost                          |                                            | 978-1401271299 |
| Aquaman: Sword of Atlantis                     |                                            | 978-1401211455 |
| The New 52 (2012年-2016年)                     |                                            |                |
| Aquaman Vol.1: The Trench                      |                                            | 978-1401237103 |
| Aquaman Vol.2: The Others                      |                                            | 978-1401242954 |
| Aquaman Vol.3: Throne of Atlantis              |                                            | 978-1401243098 |
| Aquaman Vol.4: Death of a King                 |                                            | 978-1401246969 |
| Aquaman Vol.5: Sea of Storms                   |                                            | 978-1401250393 |
| Aquaman Vol.6: Maelstrom                       |                                            | 978-1401254414 |
| Aquaman Vol.7: Exiled                          |                                            | 978-1401260989 |
| Aquaman Vol.8: Out of Darkness                 |                                            | 978-1401268749 |
| Aquaman and the Others Vol.1: Legacy of Gold   |                                            | 978-1401250386 |
| Aquaman and the Others Vol.2: Alignment: Earth |                                            | 978-1401253318 |
| DC Rebirth (2016年-2018年)                     |                                            |                |
| Aquaman Vol.1: The Drowning                    | Aquaman: Rebirth #1 and Aquaman vol.8 #1-7 | 978-1401267827 |
| Aquaman Vol.2: Black Manta Rising              | Aquaman vol.8 #7-15                        | 978-1401272272 |
| Aquaman Vol.3: Crown of Atlantis               | Aquaman vol.8 #16-24                       | 978-1401271497 |
| Aquaman Vol.4: Underworld                      | Aquaman vol.8 #25-30                       | 978-1401275426 |
| Aquaman Vol.5: The Crown Comes Down            | Aquaman vol.8 #31-33 and Annual #1         | 978-1401280697 |

## 映画

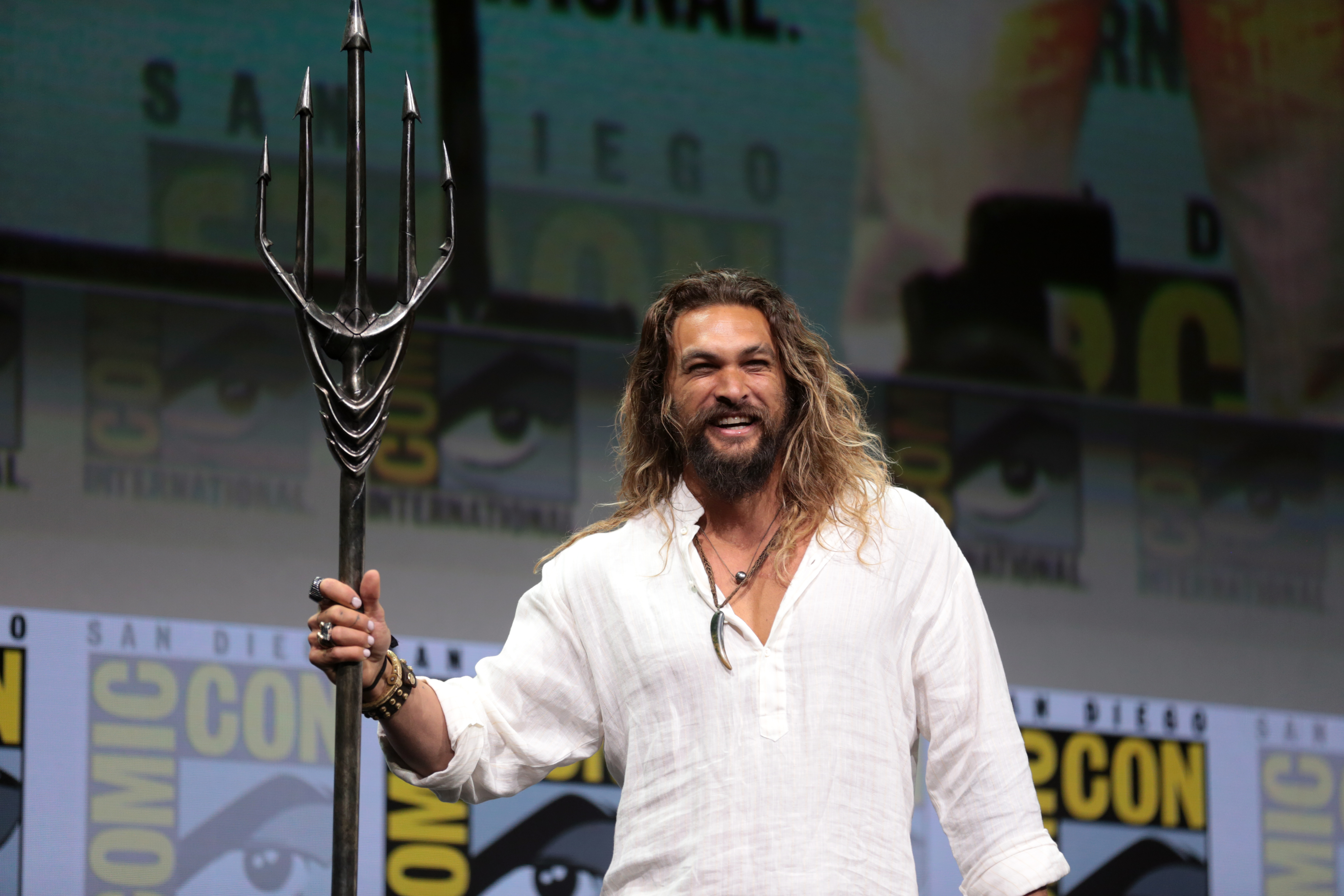
アクアマン (映画)、主演のジェイソン・モモア（2017年）

バットマン vs スーパーマン ジャスティスの誕生（2016年）（カメオ出演）
演 - ジェイソン・モモア
ジャスティス・リーグ（2017年）
演 - ジェイソン・モモア、日本語吹替 - 安元洋貴
アクアマン (映画)（2018年）
演 - ジェイソン・モモア、日本語吹替 - 安元洋貴
ジャスティス・リーグ:ザック・スナイダーカット（2021年）
演 - ジェイソン・モモア、日本語吹替 - 安元洋貴
ザ・フラッシュ（2023年）（カメオ出演）
演 - ジェイソン・モモア、日本語吹替 - 安元洋貴
アクアマン/失われた王国（2023年）
演 - ジェイソン・モモア

## ドラマ
ヤング・スーパーマン（2001年 - 2011年）
演 - アラン・リッチソン
複数回ゲスト出演。最初は単独でのゲストだった。再登場時には、オリバー・クイーン（グリーンアロー）のヒーローチームに参加していた。以後は、チームの一員としての活動が間接的に語られるに留まっていた。ファイナルシーズンでは考えの違いからチームを離れ、恋人と二人で活動していた。和解後にチームに復帰している。

## アニメ
アクアマン (アニメ)（1967年 - 1970年）
声 - マービン・ミラー、日本語吹替 - 青野武
スーパーマン（1996年 - 2000年）
声 - ミゲル・フェラー、日本語吹替 - 大川透
第50話「海の伝説」にゲスト出演。レックス・ルーサーの研究施設に囚われていたところをロイス・レーンにより助け出される。海底人を率いる立場であり、「海を汚染している」レックスと敵対した（レックスいわく「アクアマンは環境テロリスト」）。
ジャスティス・リーグ（2001年 - 2004年）
声 - スコット・ランメル、日本語吹替 - 廣田行生
リーグのメンバーではないが、第6話・第7話「水面下の敵」、第41話・第42話「異世界からの驚異」の2エピソードで主役を務めた。第45話・第46話「消えた英雄」ではスーパーマンの葬儀に参列していた。前作とは顔やコスチュームが異なり、長い金髪でヒゲを蓄えている。妻子や弟、部下も登場した。第7話で左腕を失ったため、以後は義手を装着している。
ジャスティス・リーグ・アンリミテッド（2004年 - 2006年）
声 - スコット・ランメル
バットマン:ブレイブ&ボールド（2008年 - 2011年）
声 - ジョン・ディマジオ、日本語吹替 - 江原正士
セミレギュラー。上記の2作品では寡黙な方であったが、本作では著しく饒舌となっている。金髪は短いがヒゲはある。妻子も登場したが、息子は小学生程度に成長している。ワンマンな性格で他人の言葉をロクに聞かないが、憎めない人物である。「Aquaman's Rousing Song of Heroism」という持ち歌がある。
ヤング・ジャスティス（2010年 - ）
声 - フィル・ラマール、日本語吹替 - 杉村憲司
リーグのメンバーとして登場している。弟は善人（ヒーロー）になっている。妻のメラはアトランティスの魔術学校でガースたちを指導しており、第8話「陸と海」で懐妊が告げられた。
ジャスティス・リーグ Crisis On Two Earths（2010年）
声 - ジョシュ・キートン
ジャスティス・リーグ:アトランティスの進撃（2015年）
声 - マット・ランター
DCスーパーヒーローズvs鷹の爪団（2017年）
声 - 中井和哉
DCスーパーヒーロー・ガールズ:アトランティスの伝説（2018年）
声 - マックス・ミッテルマン
レゴ®DCスーパーヒーローズ:アクアマン（2018年）
声 - ディー・ブラッドリー・ベイカー
- ティーン・タイタンズ（2003年 - ）
- ティーン・タイタンズGO!（2013年 - ）

## ゲーム
- ジャスティス・リーグ Task Force
- アクアマン:バトル・フォー・アトランティス（英語版）
- DCユニバース・オンライン
- インジャスティス:神々の激突
- インジャスティス2

## 評価
アクアマンは『ウィザード』誌によって「史上最も偉大なコミックブックキャラクター」の147位にランクされた。IGNもアクアマンを「史上最も偉大なコミックブックヒーロー」の第53位にランクし、「魚の力のせいで永遠にジョークの的になるだろうが、コミック読者は陸と海の世界の間で永遠に引き裂かれる高貴で（非常に強力な）存在としてアクアマンを愛するようになった」と述べた。2011年の読者投票では、『パレード』誌がアクアマンを「史上トップ10スーパーヒーロー」の一人にランクした。
2008年までに、文化批評家のグレン・ウェルドンは、アクアマンが効果のないヒーローとして人気のある認識により嘲笑されるようになったと指摘した。これは彼の英雄的能力が狭すぎるという認識によるものである。ウェルドンは、この点に焦点を当てた批評家やポップカルチャーのコメディアンがジョークを過剰に使いすぎ、「ポップカルチャー評論の矢筒にある最も陳腐な矢」になったと書いた。